# قائمة البعثات الدبلوماسية في ويلز
تسرد هذه الصفحة البعثات الدبلوماسية الموجودة في ويلز ، وهي أحد الدول المكونة المملكة المتحدة، عاصمتها كارديف والتي تضم عدداً من القنصليات والقنصليات العامة والقنصليات الفخرية.

## القنصلية العامة والقنصليات والمكاتب التمثيلية والقنصليات الفخرية
كارديف
- كندا (قنصلية)[1][2]
- إيرلندا (قنصلية عامة)[3][4]
- تايلند (قنصلية)[5][6][7]
- هولندا (قنصلية)[8][9][10]
- فنلندا (قنصلية فخرية)[11][12][13]
- اليابان (قنصلية فخرية)[14][15][16]
- الولايات المتحدة[17] (مكتب الشؤون الويلزية في سفارة الولايات المتحدة) في لندن في إنجلترا.